# Castello di Santa Maria
Die Ruinen des Kirchenkastells von Santa Maria di Castello (auch del Castello) stehen auf einem markanten Felshügel im Westen oberhalb der Gemeinde Giornico in der Leventina im schweizerischen Kanton Tessin.

## Burg

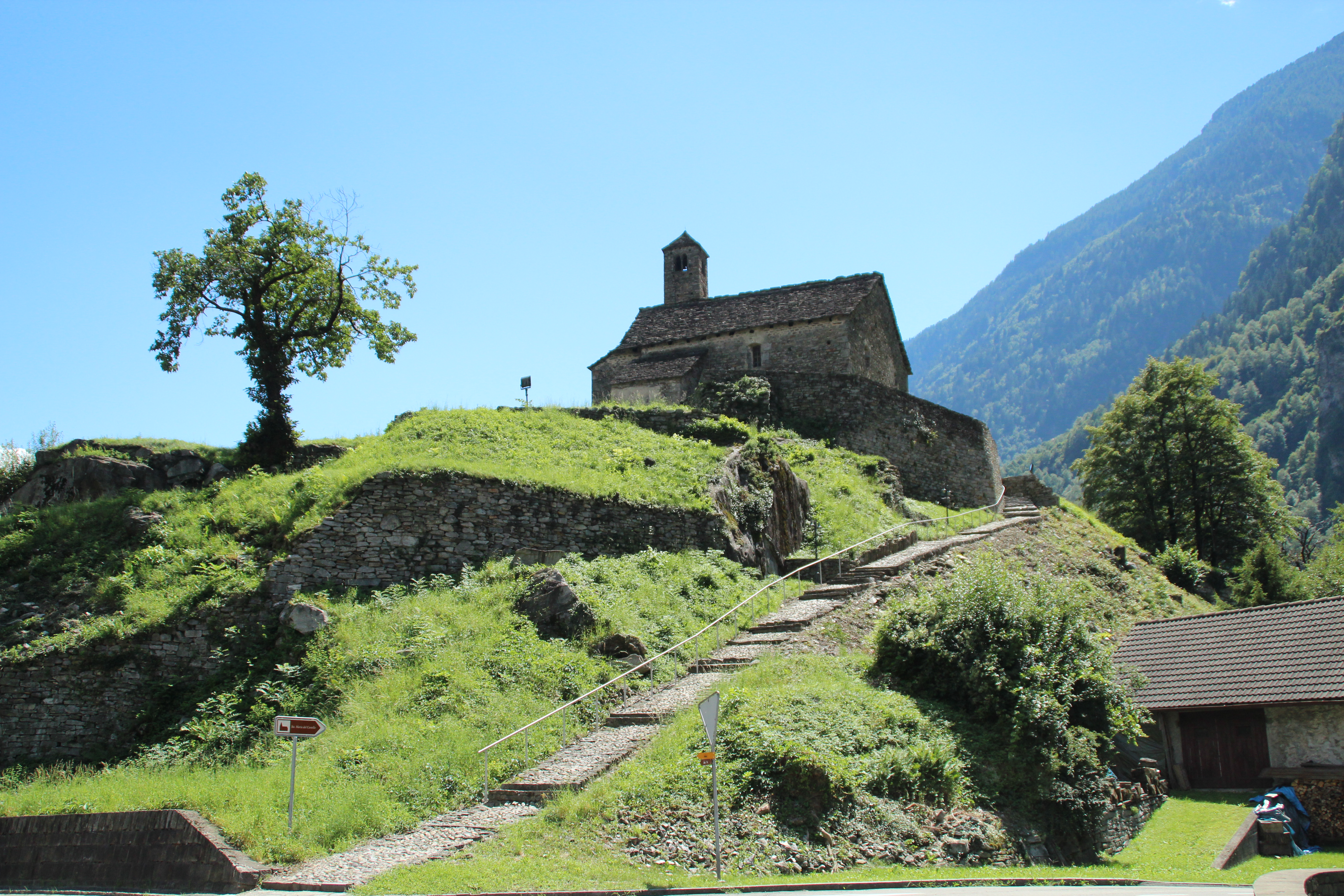
Zugang

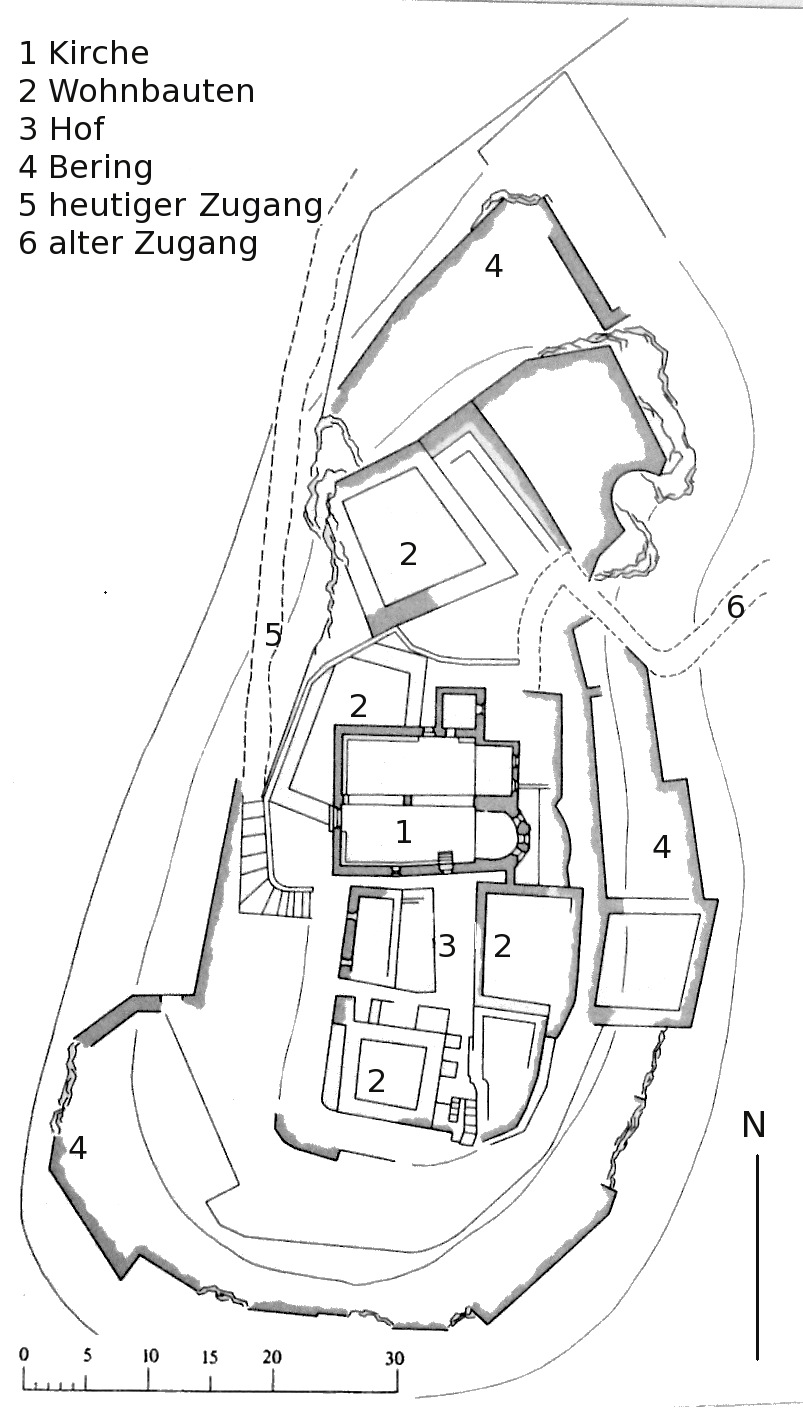
Plan der Anlage

Die Kirche von Santa Maria steht mitten in den Ruinen einer mittelalterlichen Burganlage. Heute erfolgt der Zugang über die Nordwestseite des Hügels. Der alte Zugang führte vermutlich über ein kompliziertes System von Zwinger- und Toranlagen von der Ostseite her.
1954/55 wurden anlässlich von Freilegungs- und Restaurierungsarbeiten zahlreiche Mauerzüge ausgegraben und zum Teil recht willkürlich rekonstruiert. Da die Arbeiten ohne wissenschaftliche Leitung vorgenommen wurden, liegen keine Untersuchungsergebnisse vor. Rings um den Burgfelsen herum ziehen sich Terrassen mit den Resten von Umfassungsmauern. Die Kernburg stand auf der länglichen Kuppe. Im Norden liegen die Fundamente eines mächtigen Viereckturms. Südlich der Kirche führt ein wieder aufgebauter Torbogen in einen kleinen Hof, auf dessen Südseite die Wände eines Wohnhauses stehen. Daneben liegen die Ruinen eines vielteiligen Gebäudekomplexes.

## Kirche
Auf diesen Trümmern steht im mittleren Abschnitt des Burgareals die zweischiffige romanische Kirche Santa Maria di Castello. Sie wurde in zwei Hauptetappen erbaut. Im Nordwesten greifen die Fundamente eines viereckigen Gebäudes ins Innere der Kirche. Vermutlich handelt es sich dabei um ein Wohngebäude aus der Frühzeit der Burg. 

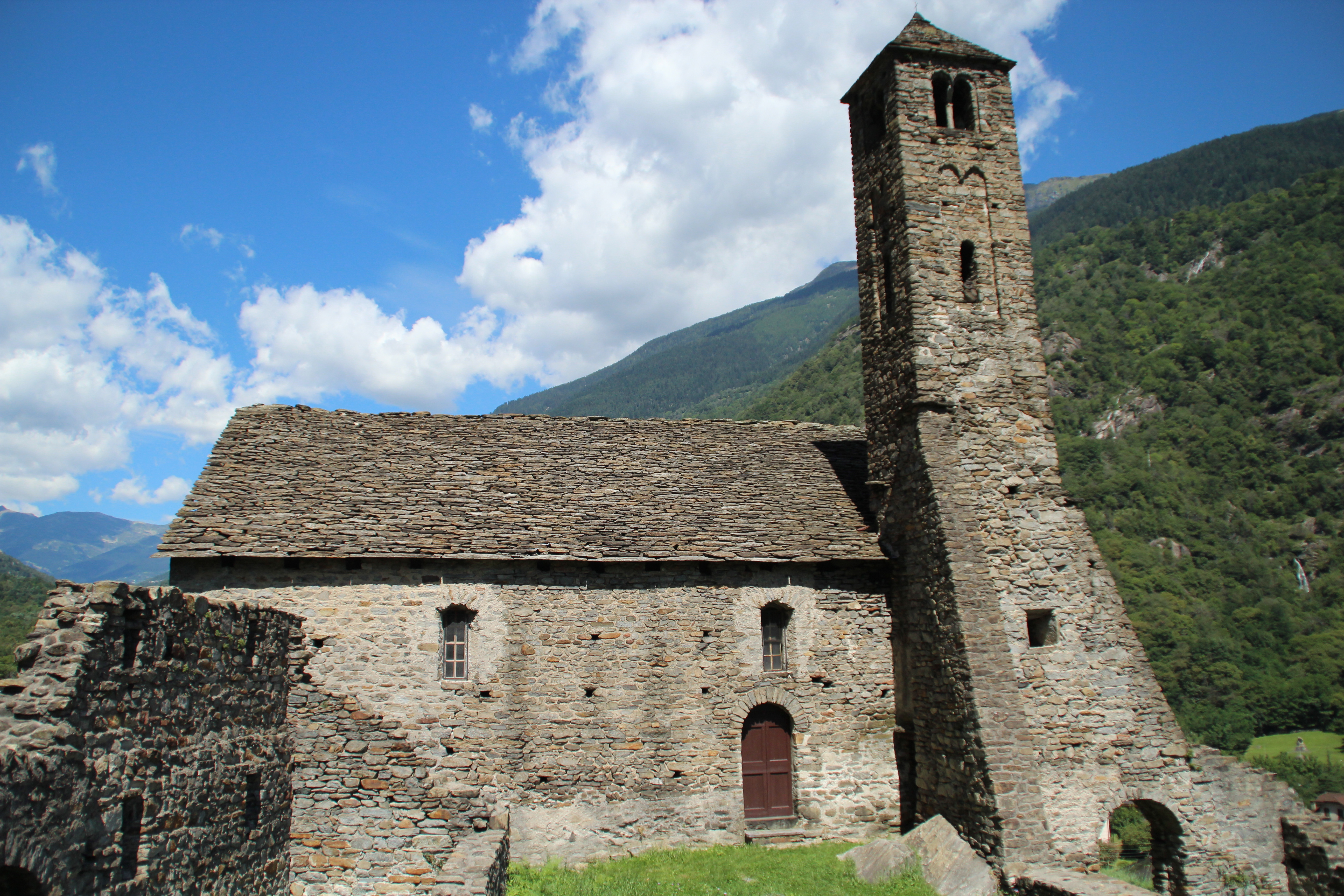
Ansicht von Süden
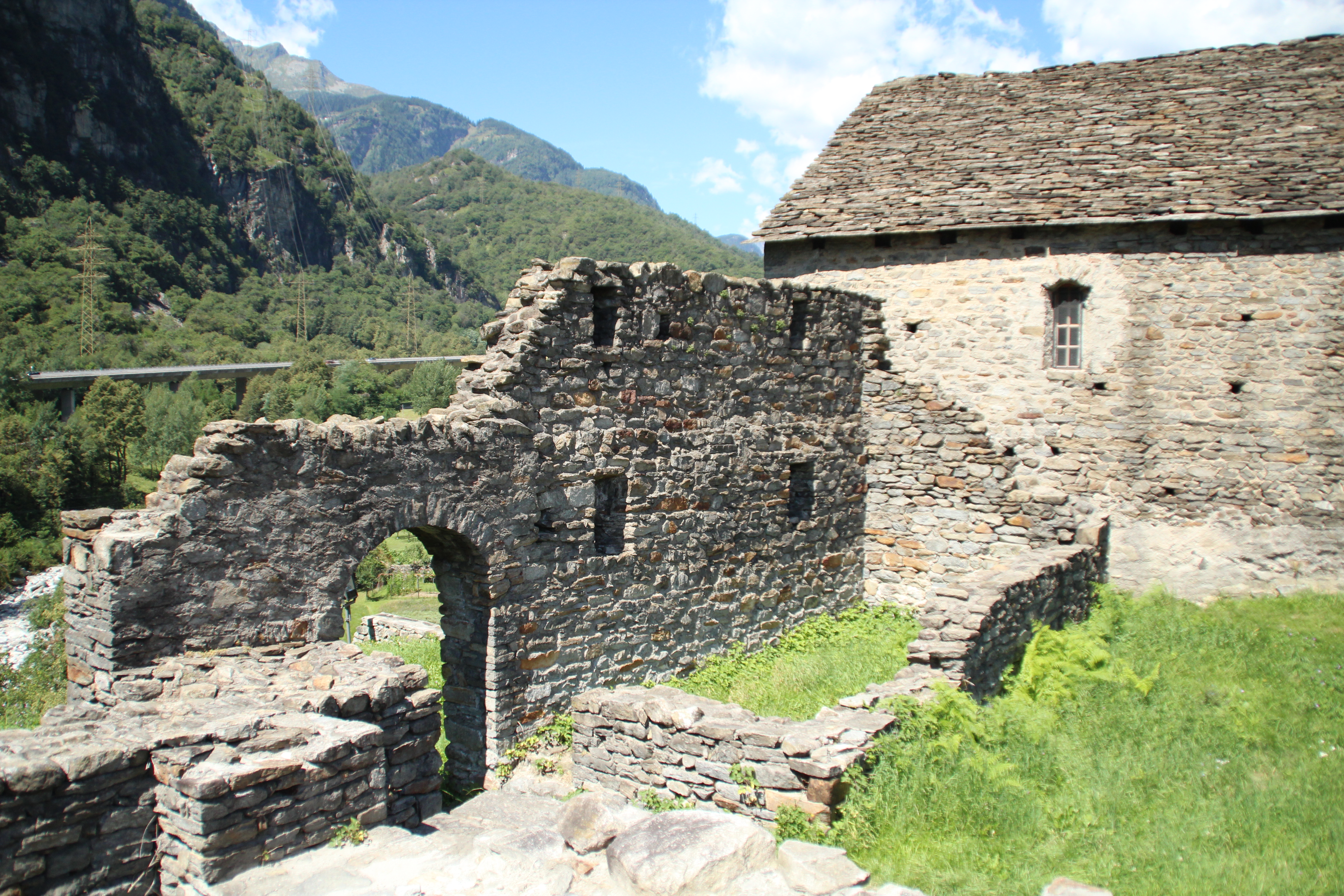
Hof
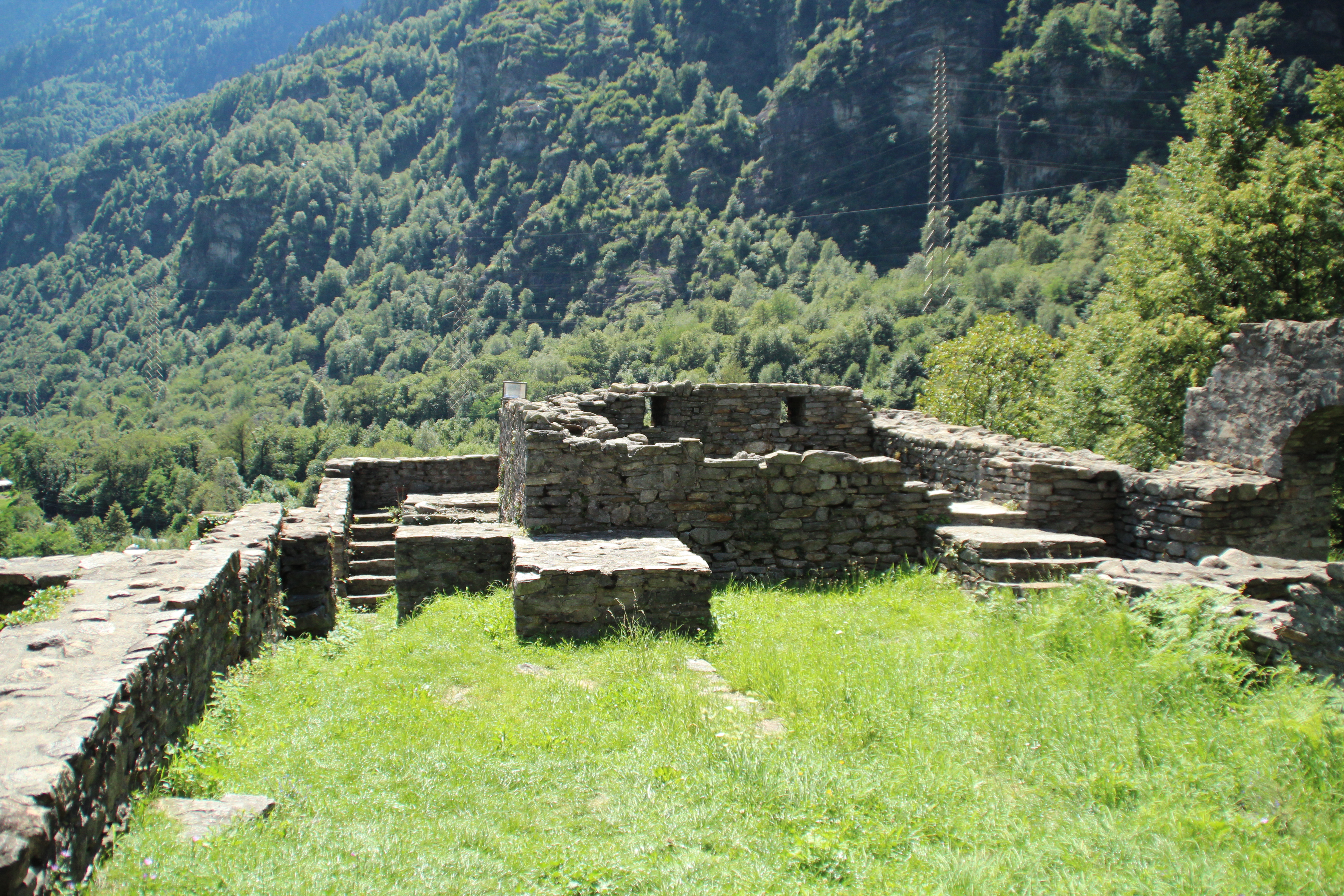
Nebengebäude

## Geschichte
Wann die Anlage gebaut wurde, ist nicht bekannt. Eine erste Anlage, bestehend aus einem Wohntrakt mit Kapelle und Umfassungsmauer, könnte aus dem 11. Jahrhundert stammen. Bedeutende Ausbauten erfolgten wohl im Verlauf des 12. und 13. Jahrhunderts. Die äusseren Ringmauern und Annäherungshindernisse entstanden möglicherweise erst im 14. Jahrhundert.
Gründer der Anlage dürften die Herren von Giornico gewesen sein. Dieses edelfreie Geschlecht stand in der Gunst des Kaisers Barbarossa und plante um 1175, in der Leventina eine Landesherrschaft zu errichten, vergleichbar mit derjenigen des Hauses Sax-Misox in der Mesolcina. Barbarossas Niederlage in der Schlacht von Legnano im Jahr 1176 setzte diesen Plänen ein Ende: Bernardo von Giornico, der um 1160 als kaiserlicher Vogt in der Leventina amtete, musste sich den Domherren von Mailand unterwerfen. Die Burg von Giornico kam als Lehen in deren Herrschaft. 
Um die Mitte des 14. Jahrhunderts gingen die Hoheitsrechte der Mailänder Domherren in der Leventina an die Familie der Visconti über. Die Burg von Giornico verlor nun an Bedeutung, da sich die Visconti und nach ihnen die Sforza auf die Verstärkung der Talsperre von Bellinzona konzentrierten. 
Im Lauf des 15. Jahrhunderts dürfte die Burg von Giornico jedenfalls verlassen worden sein. In den Auseinandersetzungen von 1479 zwischen Mailand und den Eidgenossen spielte sie keine Rolle mehr. Gemäss dem italienischen Chronisten Giovanni Rigolo (1640–1711) soll die verwahrloste Festung 1518 auf Befehl der Urner von den Eidgenossen niedergelegt worden sein.